# Kai-Olaf Maiwald
Kai-Olaf Maiwald (* 1963) ist ein deutscher Soziologe.

## Leben
Maiwald studierte Soziologie in Bielefeld, Heidelberg und Frankfurt am Main und wurde 1995 an der Goethe-Universität Frankfurt promoviert.
Nach einem Jahr als freier Mitarbeiter am Deutschen Postmuseum Frankfurt am Main war er von 1994 bis 2002 wissenschaftlicher Assistent am Institut für Soziologie der Universität Tübingen, wo er sich 2003 habilitierte. 2004 war er Gastwissenschaftler, 2005 bis 2010 als wissenschaftlicher Mitarbeiter am Institut für Sozialforschung Frankfurt am Main. Von 2008 bis 2010 vertrat er Lehrstühle an den Universitäten Tübingen (Arbeits- und Wirtschaftssoziologie) und Magdeburg (Mikrosoziologie und Allgemeine Soziologie).
Seit 2010 ist Maiwald Professor für Mikrosoziologie und qualitative Methoden der Sozialforschung an der Universität Osnabrück. Von 2011 bis 2016 war er zudem Studiendekan des Fachbereichs 1 der Universität. Maiwald gehört zu den Vertretern der objektiven Hermeneutik und einer interaktionstheoretischen Mikrosoziologie. Seine wichtigsten Forschungs- und Lehrgebiete sind Paar- und Familiensoziologie, Geschlechterforschung, qualitative Methoden, Professionssoziologie und Rechtssoziologie.
Neben Gutachtertätigkeiten für u. a. die Deutsche Forschungsgemeinschaft und die Studienstiftung des Deutschen Volkes war Maiwald Herausgeber der Zeitschrift für Soziologie (2014–2017) sowie der Zeitschrift Sozialer Sinn (2000–2010).

## Veröffentlichungen (Auswahl)
- Die Herstellung von Recht: Eine exemplarische Untersuchung zur Professionalisierungsgeschichte der Rechtsprechung am Beispiel Preußens im Ausgang des 18. Jahrhunderts. Duncker & Humblot, Berlin 1997, ISBN 978-3-428-08748-8
- mit Regine Gildemeister, Claudia Scheid, Elisabeth Seyfarth-Konau: Geschlechterdifferenzierungen im Horizont der Gleichheit: Exemplarische Analysen zu Berufskarrieren und beruflicher Praxis im Familienrecht. Westdeutscher Verlag, Opladen 2003, ISBN 3-531-13896-0.
- Professionalisierung im modernen Berufssystem: Das Beispiel der Familienmediation. VS Verlag für Sozialwissenschaften, Wiesbaden 2004, ISBN 3-531-14151-1
- mit Inken Sürig: Mikrosoziologie. Eine Einführung. VS Springer, Wiesbaden 2018, ISBN 978-3-658-18576-3
- mit Inken Sürig: Microsociology. A Tool Kit for Interaction Analysis. Routledge, London/New York 2020, ISBN 978-0-367-25079-9
- Herausgeber mit Sarah Speck, Axel Honneth und Felix Trautmann: Normative Paradoxien. Verkehrungen des gesellschaftlichen Fortschritts, Campus, Frankfurt/New York 2022, ISBN 978-3-593-51396-6.